# برزابیل
برزابیل، روستایی از توابع بخش مرکزی شهرستان ابهر در استان زنجان ایران است.

## جمعیت
این روستا در دهستان حومه قرار دارد و براساس سرشماری مرکز آمار ایران در سال ۱۳۸۵، جمعیت آن ۴۵ نفر (۱۲خانوار) بوده‌است.

## زبان
مردم این روستا به زبان ترکی صحبت میکنند

## آب و هوا
آب و هوای این روستای کوهستانی در فصل تابستان معتدل است به نحوی که تقریباً احتیاجی به استفاده از کولر و وسایل خنک‌کننده در آن وجود ندارد و در فصل زمستان بسیار سرد می‌باشد. بارش برف در آن بسیار عادی تر از باران است.

## کشاورزی
به دلیل کوهپایه‌ای بودن اراضی کشاورزی آن، سفره آب زیرزمینی عمیق در آن وجود ندارد و در واقع دامنه‌های آن نقش تغذیه‌کننده منابع آب زیرزمینی را بر عهده دارد. از این رو، بیشتر محصولات زراعی آن را گندم، جو، عدس، نخود و یونجه دیم تشکیل می‌دهد و باغات انگور، سیب، گردو و بادام آن نیز با استفاده از آب‌های سطحی، چشمه و چاه‌های دستی نیمه عمیق آبیاری می‌شود. به دلیل قدمت زیاد و تبحر اهالی این روستا در پرورش انگور، این محصول نسبت به سایر نقاط استان از کیفیت بالاتری برخوردار است.

## پیشینه اهالی
به دلیل سرشناس بودن افراد شاخص روستا و تمول نسبی اهالی آن در دوان قدیم و جدید، نام «برزابیل» شناخته شده بوده و اهالی آن با احترام یاد می‌شوند .